# Bygg hus med Mulle Meck
Bygg hus med Mulle Meck är ett svenskt datorspel som bygger på barnböckerna om Mulle Meck av George Johansson och Jens Ahlbom. Spelet utvecklades av Jens Ahlbom, George Johansson, Nikolina Gillgren, Niklas Billström och Johan Svensson på Gravity e-learning och distribuerades i Sverige av Levande Böcker och Pan Vision.

## Handling och upplägg
Mulle Meck kommer hem en dag och inser att hans hus har förstörts i ett stormoväder. Spelaren måste hjälpa honom bygga upp det på nytt och kan få byggmaterial genom att åka bil och båt ut till Mulles grannar och hjälpa dem med olika saker.

## Rollista
- Lennart Jähkel – Mulle Meck
- Paula McManus – Doris Digital, Marja Mört
- Jonas Inde – Erik Erzon, Fredrik Fyhr
- Börje Ahlstedt – Ernst Eremit, Svarte Sven, Suring
- Claire Wikholm – Bagar Birgit, Daisy Diesel
- Anna Pettersson – Fiona Falk, Gabriella Gormet
- Lars-Göran Persson – Sam Scribbler, Ture Tapp, Rickard Ratzenputs, Gaston Garcon, Malcolm Mjölnare
- Pelle Lind – Figge Ferrum
- Tintin Anderzon – Viola Wallmark, Mia Minardi
- Morgan Alling – Bo Barryton, Gordon van Gågg

## Utgivning
Spelet utgavs också i en samlingsutgåva med titeln Mulle Meck 10 år: jubileumsboxen tillsammans med bland annat filmen Filmen om hur Mulle Meck bygger.

## Mottagande
Spelet blev ett av de mest sålda spelen i Sverige under 2002.
Spelet fick ett positivt mottagande av kritiker. Göteborgs-Postens recensent Kerstin Eikeland gav spelet 4 av 5 i betyg skrev att spelet var lite krångligt att få igång med men tyckte det var värt att få igång det på grund av spelets "härliga grafik och goa karaktärer". Aftonbladets recensent Henrik Rudin gav spelet 4 av 5 i betyg tyckte spelet hade charmiga karaktärer, träffsäker dialog och roliga uppdrag i jakt på spännande prylar".
Norra Västerbottens recensent Gerth Hedberg skrev av spelaren känner igen sig i från tidigare spel och att spelet har mjuk och trevlig grafik som lämpar sig för nyfikna barn. Upsala Nya Tidning skrev att spelet är roligt och enkelt att förstå med trevliga figurer med bekanta röster och menade att spelet lämpade sig för yngre barn.
År 2003 tilldelades spelet Bologna new media prize på Bolognas barnboksmässa. Juryn förklarade sitt beslut med "Ett förtjusande äventyr, fyllt av löften från första stund... vackert tecknat... kräver problemlösning och kreativitet och inbjuder till utveckling av samarbete och kamratlig samvaro".